# پاول-اولو موتسکولا
پاول-اولو موتسکولا (استونیایی: Paul-Olev Mõtsküla؛ زادهٔ ۶ دسامبر ۱۹۳۴) سیاستمدار و نماینده سابق مجلس اهل استونی است.